# René Bonora
René Bonora Puerta (Camagüey; 20 de junio de 1951-16 de mayo de 2025) fue un futbolista internacional cubano que jugó como defensa. Al igual que Antonio Garcés y Lorenzo Sotomayor, jugó toda su carrera en el Granjeros de su ciudad natal, ganando el Campeonato Nacional en 1970, 1975 y 1977.

## Selección nacional
Fue convocado por primera vez en la selección de Cuba durante el Campeonato de Naciones de la Concacaf 1971 en Trinidad y Tobago (5 partidos jugados). También tuvo la oportunidad de jugar en las eliminatorias mundialistas de 1978 y 1982 (seis encuentros disputados en total, sin goles marcados).
Participó en el torneo de fútbol de los Juegos Olímpicos de 1976, el primero de su tipo disputado por su país. Pero fue durante los Juegos Centroamericanos y del Caribe que se distinguió al ganar tres medallas de oro consecutivas en 1970, 1974 y 1978.

### Participaciones en Juegos Olímpicos
| Torneo                   | Sede     | Resultado     |
| ------------------------ | -------- | ------------- |
| Juegos Olímpicos de 1976 | Montreal | Primera ronda |

## Palmarés

### Títulos nacionales
| Título              | Equipo    | País | Año  |
| ------------------- | --------- | ---- | ---- |
| Campeonato Nacional | Granjeros | Cuba | 1970 |
| Campeonato Nacional | Granjeros | Cuba | 1975 |
| Campeonato Nacional | Granjeros | Cuba | 1977 |